# Вторий Сплавний Участок
Втори́й Сплавни́й Уча́сток (рос. Второй Сплавной Участок) — село у складі району імені Лазо Хабаровського краю, Росія. Входить до складу Марусинського сільського поселення.
Стара назва — Вторий сплавний участок.

## Населення
Населення — 82 особи (2010; 89 у 2002).
Національний склад (станом на 2002 рік):
- росіяни — 93 %